# 1844年经济学哲学手稿
《1844年经济学哲学手稿》（德語：Ökonomisch-philosophische Manuskripte aus dem Jahre 1844）是德国思想家卡尔·马克思在1844年4月至8月之间撰写的一系列重要笔记。是卡尔·马克思最早期的关于哲学和经济学的写作。马克思生前并未发表，且部分原稿已佚失。学界一般将《1844年经济学哲学手稿》和马克思同时期的政治经济学笔记统称《巴黎手稿》。1927年，俄国人梁赞诺夫将《手稿》第3部分整理后发表。马克思在他的一生中没有出版过《手稿》，而是在1932年由苏联的研究人员首次发行。
该手稿中，马克思根据当时情况，对一系列德国的古典哲学（包括黑格尔的辩证法、费尔巴哈的唯物论）、英国的古典政治经济学（亚当·斯密）以及法国的空想社会主义进行批判性整合。弗里德里希·威廉·舒尔茨的《死亡模具》（德语：Die Bewegung der Produktion）对马克思也产生了关键的影响。这些笔记本涵盖了非常广泛的主题，包括私有财产、共产主义和金钱。笔记中最著名的内容是马克思关于现代工业社会的条件导致工资工人与他们自己的工作、他们自己的产品，以及他们自己和他们彼此之间的疏远（或异化）的论点。从该手稿中，可以反映出马克思已经完全脱离了黑格尔的理论。此书也曾经被视为《神圣家族》的草稿。
因为1844年手稿表现了马克思的早期思想，所以直到1959年才出版的英文版本，对马克思和马克思主义的最新学术产生了深远的影响，特别是在马克思主义与德国唯心主义的早期研究的关系上。一直到最近，青年马克思都被相对忽视，因为他的早期作品被认为更具“哲学性”，并且不大“科学的”，或者《资本论》中体现的“经济的”。但是，马克思主义人文主义者将本书视为马克思最重要的著作之一，并且对于理解他的全部思想至关重要，马克思主义者也对此有所参考。

## 内容
马克思认为工人在四个方面被异化了：
1. 生产的产品的异化；
2. 劳动力的非人化；
3. 来自自然和自身的异化；
4. 来自其他人类的异化。

### 金钱和被异化的人
在古典政治经济学中，经济学家提出了一些理论，明确了诸如金银等贵重金属和金钱的价值，确定了生产成本、产品所包含的劳动量和（在马克思看来很混乱的）供需过程等概念。
钱的发明仅仅是为了克服商品交换中的困难，因为不管是过去还是现在都很难“用五个橘子换半只狗”。因此正如经验学家约翰·斯图尔特·密尔所说，金钱只是提高（商品）交换灵活性的媒介。对于马克思来说，金钱的问题在于这样一个事实，它从一开始的可替换货物，成为商品交换中的货币。它不再只代表某种或几种商品的价值；而是，所有这些商品的价值都由一定数量的金钱所代表。因此，由于其灵活性，只要有足够的钱，钱就可以购买一切。市场的交换机制发生了变化，马克思定义了市场原理公式——货币-商品-货币（英語：Money-Commodity-Money），与传统的公式商品-货币-商品（C-M-C）作对比，这是对市场逻辑的另一个视角。正如亚里士多德所认为的那样，马克思认为市场体系不再仅仅满足商品交换的需要，而是为了获得利润。为了获得利润，也就是公式中第二个M的意义，必须投资第一个M，即金钱，金钱成为了资本主义形成过程中的资本。马克思将资本定义为“累积的劳动”。
商品拜物教诞生了。人被进行物质上的价值评估。这也成为了对人进行道德判断的方法，即经济水平。结果便是人类的个性和道德成为金钱的载体。人类的基本理念完全改变了。人的主要目标是争取获得尽可能多的钱，将一切其他东西抛诸脑后。这扩大了资本家和劳动者之间差距，不论是形式上还是规模上，并赋予那些富有的人权力。这也意味着穷人变得更加依赖富人，因为他们是富人的雇员。对于穷人来说，这是一个相当不幸的过程，因为他们必须将自己的劳动力出卖给资本家，以获得工资作为回报。但是，资本家支付的工资低于劳动者增加的价值。然后当资本家将产品推向市场时，劳动者必须以按比例提高的价格购买产品，而价格却超出了他的承受能力。这样，穷人就不可能积累资本，而另一方面，资本家则很容易积累资本。贫穷的现象被掩饰和妥协的局面得以形成。
进一步发展这个理论，人与人之间的信用关系成为滥用和误用的交易中使用的手段。它使得国家的贫富差距迅速扩大，让国家掌控在金融家手中。

### 异化
对于马克思来说，异化存在的主要原因是对金钱的垄断。他依据亚里斯多德的实践和生产指出，与人类产品交换有关的人类活动交换是人类的普遍活动。他指出，人的有意识和真实感存在的基础是是其社会活动和对社会的满意度。
此外，他看到了真正的共同生活中的人性，如果不存在这种人性，人们就会通过创造共同的生活来创造共同的人性。此外，他与亚里士多德类似地认为，真实的共同生活不是源于思想，而是源于物质基础，需求和利己主义。但是，在马克思看来，生活必须是人为组织的，以允许一种真实的共同生活形式，因为在异化之下，人的互动服从于事物之间的关系。因此，仅凭意识还远远不够。
马克思指出，与财产异化有关，要满足需求，就必须交换财产，使其在贸易和资本方面具有同等价值。这就是所谓的劳动价值理论。财产变得十分非人性化。它是一种交换价值，使其升为真实价值。
马克思的异化论，正是在马克思研究基于对生产资料的私人占有和对金钱的私人占有的资本主义制度的过程中找到的。资本家有组织地剥削工人阶级。这种制度下，人类的生产与交换被抛回动物层面，同时资产阶级获得财富。

### 劳动和雇佣劳动
因为自然界中的任何事物都不能原封不动地进入市场，所以交换的前提是劳动，尤其是雇佣劳动。马克思认为，一旦劳动成为雇佣劳动，异化就达到了顶峰。资本家雇用工人是为了能够将资本货物转换为最终产品。但这并不意味着这些产品能以任何方式反映劳动者的需求，而是，劳动者通过将其异化了的这些过程生产了这些产品。此外，工资仅够支付工人及其家庭的生活费用。因此，市场价格丝毫不能反映工资，从而得出这样的结论，即工人增加的价值不会归还给工人，而是归还给资本家。用金钱来购买产品的人不是直接交换劳动产品。